# Grimstadbanen
| Bahnhof Grimstad um 1920 |                           |                                                                |                                                                |
| Streckenlänge: | 22,19 km                  |                                                                |                                                                |
| Spurweite: | bis 1935: 1067 mm 1435 mm |                                                                |                                                                |
| |                           |                                                                |                                                                |
| \| \| \| Arendal-Treungenbanen von Nelaug \| \| \| \| 22,19 \| Rise (Bhf.: 23. Nov 1908–26. November 1983)[1] \| Rise (Bhf.: 23. Nov 1908–26. November 1983)[1] \| \| \| \| Arendal-Treungenbanen nach Arendal \| \| \| \| 21,10 \| zum Nidelva \| zum Nidelva \| \| \| 19,90 \| Nokkhaugen (1. April 1928) \| Nokkhaugen (1. April 1928) \| \| \| 19,33 \| Løddesøl \| Løddesøl \| \| \| 18,20 \| Stene (1. April 1928) \| Stene (1. April 1928) \| \| \| 16,74 \| Lindtveit (1907–1921 Lindtvedt, ab 1908 Hp)[2] \| 55 moh. \| \| \| 15,50 \| Tykkeris (1. April 1928, zwischen 1938 und April 1941 Solstad) \| Tykkeris (1. April 1928, zwischen 1938 und April 1941 Solstad) \| \| \| 14,82 \| Rykene (1907–1922 Rygene)[3] \| 36 moh. \| \| \| 14,22 \| Nidelva (36 m) \| Nidelva (36 m) \| \| \| 14,16 \| Stru bru (1939 als Krokveien eröffnet, 1940 umbenannt) \| Stru bru (1939 als Krokveien eröffnet, 1940 umbenannt) \| \| \| 13,20 \| Tørra (1. April 1928) \| Tørra (1. April 1928) \| \| \| 12,41 \| Lia (1907–1921 Lien, ab 15. Mai 1928 Hp)[4] \| 18 moh. \| \| \| 10,00 \| Bringsvær (1. April 1928–1942) \| Bringsvær (1. April 1928–1942) \| \| \| 9,19 \| Spedalen (ab 15. Mai 1928 Hp) \| 47 moh. \| \| \| 8,16 \| Fjære \| 48 moh. \| \| \| 5,55 \| Rosholt (1939) \| Rosholt (1939) \| \| \| 4,50 \| Naudenes (1908) \| Naudenes (1908) \| \| \| 3,59 \| von Resvika (1,25 km, zur Holzverladung, bis 1938) \| von Resvika (1,25 km, zur Holzverladung, bis 1938) \| \| \| 3,45 \| Roresand (1907–1921 Gjærbrønden, ab 15. Mai 1928 Hp)[5] \| 54 moh. \| \| \| 2,18 \| Lillesandvei (1939) \| Lillesandvei (1939) \| \| \| 1,07 \| Grosvei (1939) \| Grosvei (1939) \| \| \| 0,36 \| Grimstad (56 m) \| Grimstad (56 m) \| \| \| \| \| \| \| \| 0,00 \| Grimstad \| 1,7 moh. \| \| \| \| Grimstad jernbanekai \| \| |                           |                                                                |                                                                |
| Strecke |                           | Arendal-Treungenbanen von Nelaug                               | Arendal-Treungenbanen von Nelaug                               |
| Haltepunkt / Haltestelle | 22,19                     | Rise (Bhf.: 23. Nov 1908–26. November 1983)                    | Rise (Bhf.: 23. Nov 1908–26. November 1983)                    |
| Abzweig ehemals geradeaus und nach links |                           | Arendal-Treungenbanen nach Arendal                             | Arendal-Treungenbanen nach Arendal                             |
| Abzweig geradeaus und nach rechts (Strecke außer Betrieb) | 21,10                     | zum Nidelva                                                    | zum Nidelva                                                    |
| Haltepunkt / Haltestelle (Strecke außer Betrieb) | 19,90                     | Nokkhaugen (1. April 1928)                                     | Nokkhaugen (1. April 1928)                                     |
| Haltepunkt / Haltestelle (Strecke außer Betrieb) | 19,33                     | Løddesøl                                                       | Løddesøl                                                       |
| Haltepunkt / Haltestelle (Strecke außer Betrieb) | 18,20                     | Stene (1. April 1928)                                          | Stene (1. April 1928)                                          |
| Bahnhof (Strecke außer Betrieb) | 16,74                     | Lindtveit (1907–1921 Lindtvedt, ab 1908 Hp)                    | 55 moh.                                                        |
| Haltepunkt / Haltestelle (Strecke außer Betrieb) | 15,50                     | Tykkeris (1. April 1928, zwischen 1938 und April 1941 Solstad) | Tykkeris (1. April 1928, zwischen 1938 und April 1941 Solstad) |
| Bahnhof (Strecke außer Betrieb) | 14,82                     | Rykene (1907–1922 Rygene)                                      | 36 moh.                                                        |
| Brücke über Wasserlauf (Strecke außer Betrieb) | 14,22                     | Nidelva (36 m)                                                 | Nidelva (36 m)                                                 |
| Haltepunkt / Haltestelle (Strecke außer Betrieb) | 14,16                     | Stru bru (1939 als Krokveien eröffnet, 1940 umbenannt)         | Stru bru (1939 als Krokveien eröffnet, 1940 umbenannt)         |
| Haltepunkt / Haltestelle (Strecke außer Betrieb) | 13,20                     | Tørra (1. April 1928)                                          | Tørra (1. April 1928)                                          |
| Bahnhof (Strecke außer Betrieb) | 12,41                     | Lia (1907–1921 Lien, ab 15. Mai 1928 Hp)                       | 18 moh.                                                        |
| Haltepunkt / Haltestelle (Strecke außer Betrieb) | 10,00                     | Bringsvær (1. April 1928–1942)                                 | Bringsvær (1. April 1928–1942)                                 |
| Bahnhof (Strecke außer Betrieb) | 9,19                      | Spedalen (ab 15. Mai 1928 Hp)                                  | 47 moh.                                                        |
| Haltepunkt / Haltestelle (Strecke außer Betrieb) | 8,16                      | Fjære                                                          | 48 moh.                                                        |
| Haltepunkt / Haltestelle (Strecke außer Betrieb) | 5,55                      | Rosholt (1939)                                                 | Rosholt (1939)                                                 |
| Haltepunkt / Haltestelle (Strecke außer Betrieb) | 4,50                      | Naudenes (1908)                                                | Naudenes (1908)                                                |
| Abzweig geradeaus und von rechts (Strecke außer Betrieb) | 3,59                      | von Resvika (1,25 km, zur Holzverladung, bis 1938)             | von Resvika (1,25 km, zur Holzverladung, bis 1938)             |
| Bahnhof (Strecke außer Betrieb) | 3,45                      | Roresand (1907–1921 Gjærbrønden, ab 15. Mai 1928 Hp)           | 54 moh.                                                        |
| Haltepunkt / Haltestelle (Strecke außer Betrieb) | 2,18                      | Lillesandvei (1939)                                            | Lillesandvei (1939)                                            |
| Haltepunkt / Haltestelle (Strecke außer Betrieb) | 1,07                      | Grosvei (1939)                                                 | Grosvei (1939)                                                 |
| Tunnel (Strecke außer Betrieb) | 0,36                      | Grimstad (56 m)                                                | Grimstad (56 m)                                                |
| Strecke von links (außer Betrieb) · Abzweig geradeaus und nach rechts (Strecke außer Betrieb) |                           |                                                                |                                                                |
| Strecke (außer Betrieb) · Kopfbahnhof Streckenende (Strecke außer Betrieb) | 0,00                      | Grimstad                                                       | 1,7 moh.                                                       |
| Betriebs-/Güterbahnhof Streckenende (Strecke außer Betrieb) |                           | Grimstad jernbanekai                                           | Grimstad jernbanekai                                           |

Grimstadbanen war eine eingleisige, nicht elektrifizierte Bahnstrecke zwischen Rise und Grimstad in der norwegischen Provinz Agder. Sie wurde 1907 als private Schmalspurbahn eröffnet. Der Betrieb wurde 1961 eingestellt.

## Geschichte
Die Grimstadbane wurde in Kapspur erbaut und am 16. September 1907 als Privatbahn der Grimstad-Frohlandsbanen (GFB) eröffnet.
An technischen Einrichtungen wurden in Rise und Grimstad eine Drehscheibe und ein Lokschuppen erbaut.
Ab dem 23. November 1908 hatte sie in Rise Anschluss an die vom Staat gebaute Eisenbahn zwischen Arendal und Froland und war damit eine Zweigstrecke dieser zuerst Treungenbanen, später Arendalsbanen genannten Strecke. Die Grimstadbane wurde am 24. Januar 1912 von den Norges Statsbaner übernommen.
1936, ein Jahr nach der in Rise anschließenden Treungenbanen, wurde auch die Grimstadtbane auf Normalspur umgebaut. Auf dieser Zweiglinie wurden hauptsächlich Bauholz und Erz transportiert, zusätzlich zum Personenverkehr.
Mit der Einstellung des Personenverkehrs am 1. September 1961 wurde die Strecke stillgelegt. Teile dienen inzwischen als Radweg.